# Eutelia obliquata
Eutelia obliquata är en fjärilsart som beskrevs av Walker 1863. Eutelia obliquata ingår i släktet Eutelia och familjen nattflyn. Inga underarter finns listade i Catalogue of Life.